# Elizaveta Grigor'evna Gilel's
Elizaveta Grigor'evna Gilel's, in russo Елизавета Григорьевна Гилельс?, nota in occidente anche come Elizabeth Gilels (Odessa, 30 settembre 1919 – Mosca, 13 marzo 2008), è stata una violinista e insegnante sovietica  sorella del celebre pianista Ėmil' Gilel's.

## Biografia
Elizaveta Gilel's, nata a Odessa, iniziò lo studio del violino con Pëtr Stoljarskij e proseguì con Abram Jampol'skij e Miron Poljakin a Mosca. All'inizio della sua carriera formò un duo con suo fratello Ėmil'.
Nel 1937 a Bruxelles vinse il terzo premio alla prima edizione del "Concours Eugène Ysaÿe".
Dopo la Seconda guerra mondiale formò un duo col violinista Leonid Kogan, che in seguito divenne suo marito. Si esibirono insieme in un ampio repertorio per due violini, o in combinazione per due violini con pianoforte o con orchestra. Nel corso del tempo riuscirono ad ampliare il repertorio riportando alla luce brani poco noti come la Sonata per due violini di Ysaÿe (1915) e proponendo opere a loro dedicate come la Sonata per due violini (1959) di Moisej Vajnberg. 
Dal 1966 ha insegnato al Conservatorio di Mosca, conseguendo il titolo di professore nel 1987; ha avuto una grande influenza sui suoi studenti. Ha pubblicato un libro, Ежедневные упражнения скрипача: 24 гаммы и арпеджио для скрипки ("Esercizi giornalieri del violinista: 24 scale e arpeggi per il violino"). Questo volume sul meccanismo delle scale e degli arpeggi è stato diffuso anche per il mercato occidentale. 
Le sue incisioni delle sonate di Mozart e della Sonata di César Cui rivelano una violinista ed una musicista all’altezza del suo maestro Poljakin.
Nonostante i suoi significativi successi come interprete, al di fuori dell'URSS era conosciuta soprattutto nel doppio ruolo di moglie del celebre Leonid Kogan, madre del violinista e direttore d'orchestra Pavel Kogan e sorella dell'eminente Ėmil' Gilel's; di conseguenza sono scarse le notizie e i riferimenti bibliografici su di lei al di fuori della Russia.
È morta a Mosca il 13 marzo 2008, all'età di 88 anni.

## Scritti
- (RU) Ežednevnye upražnenija skripača: 24 gammy i arpedžo dlja skripki, Mosca, Sovetskij kompositor, 1970.
- (DE)  (EN) Tägliche Übungen für den Geiger: 24 Skalen und Arpeggien – Daily Exercises for the Violinist: 24 Scales and Arpeggios, Amburgo, H. Sikorski, 2010  [1978].